# FA Inter-League Cup
FA Inter-League Cup, tidigare kallad FA National League System Cup eller FA NLS Cup, är en engelsk fotbollscup som arrangeras av det engelska fotbollsförbundet Football Association (FA). Cupen startades säsongen 2003/04 för att England skulle få fram en representant till Uefa Regions' Cup.
Tidigare nominerade FA ett lag som fick representera England (säsongen 2003/04 var det ett representationslag från Kent County League). Uefa bestämde sedan att i framtiden måste alla deltagare i Regions' Cup ha vunnit en nationell tävling för att få delta, och då startades FA NLS Cup.
Deltagarna i tävlingen är representationslag från ligorna på nivå 7 i National League System (NLS), vilket motsvarar nivå 11 i Englands ligasystem för fotboll, och några få ligor till som bjuds in av FA.
Den första finalen spelades den 8 maj 2004 på Cambridge Uniteds hemmaarena Abbey Stadium; Mid-Cheshire Association Football League vann över Cambridgeshire County Football League med 2–0.
Den andra finalen spelades den 7 maj 2006 på Abbey Stadium mellan Cambridgeshire County Football League och Isle of Man Football League. Isle of Man Football League vann finalen genom att göra fyra mål i andra halvlek och matchen med 4–0.
Finalen 2008 spelades på Coventry Citys hemmaarena Ricoh Arena den 3 maj 2008. Southern Amateur League vann tävlingen på första försöket med 4–2 (1–1 vid full tid) efter straffsparksläggning.
Finalen 2010 spelades på The Track i Saint Sampson, Guernsey den 1 maj 2010. Guernsey Senior County League vann över Liverpool County Premier League med 5–2.

## Finaler
| Säsong  | Mästare                                    | Resultat       | Finalist                              |
| ------- | ------------------------------------------ | -------------- | ------------------------------------- |
| 2003/04 | Mid-Cheshire Association Football League   | 2–0            | Cambridgeshire County Football League |
| 2005/06 | Isle of Man Football League                | 4–0            | Cambridgeshire County Football League |
| 2007/08 | Southern Amateur League                    | 1–1 (4–2 str.) | Midland Football Combination          |
| 2009/10 | Guernsey Senior County League              | 5–2            | Liverpool County Premier League       |
| 2011/12 | Jersey Football Combination                | 2–1 (e.f.)     | Isle of Man Football League           |
| 2013/14 | Isle of Man Football League                | 3–2            | Hertfordshire Senior County League    |
| 2015/16 | West Yorkshire Association Football League | 3–2            | Teesside Football League              |

### Webbkällor
- ”About The FA Inter-League Cup” (på engelska). Football Association. http://www.thefa.com/competitions/grassroots/fa-inter-league-cup/about. Läst 17 november 2017.